# الدوري الهولندي الممتاز 1942–43
الدوري الهولندي الممتاز 1942–43 (بالهولندية: Nederlands landskampioenschap voetbal 1942/43)‏ هو الموسم 55 من الدوري الهولندي الممتاز. أشرف على تنظيمه الاتحاد الملكي الهولندي لكرة القدم، وكان عدد الأندية المشاركة فيه 52، وفاز فيه أدو دين هاغ.